# London Wall

London um 400 n.Chr mit London Wall

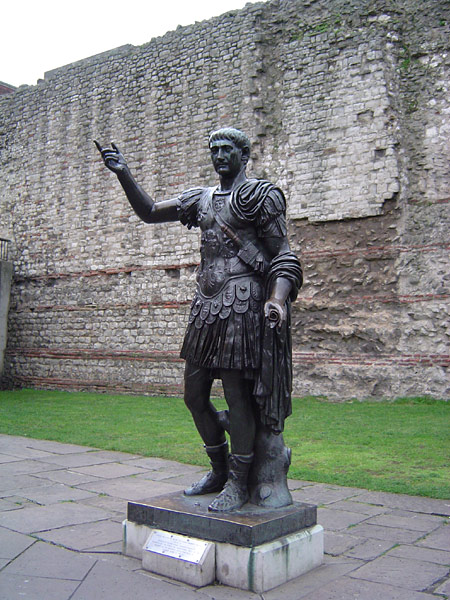

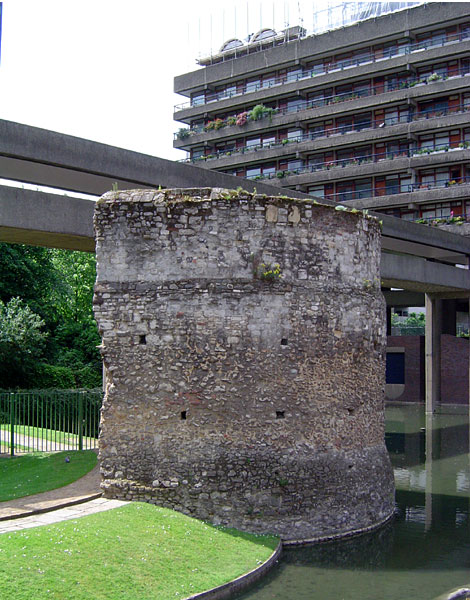

London Wall ist die strategische Stadtmauer, die die Römer um Londinium gebaut haben, um die Stadt zu schützen, die über den wichtigen Hafen an der Themse verfügte. Bis ins späte Mittelalter hinein bildete diese Stadtmauer die Grenzen von London. Heute ist London Wall auch der Name einer Straße, die an einem noch bestehenden Abschnitt der Stadtmauer verläuft.

## Bau der römischen Mauer
Die Mauer wurde Ende des zweiten oder Anfang des dritten Jahrhunderts erbaut, wahrscheinlich zwischen 190 und 225, vermutlich zwischen 200 und 220. Sie entstand somit etwa achtzig Jahre nach dem im Jahr 120 erfolgten Bau der Festung, deren nördliche und westliche Mauern verstärkt und in der Höhe verdoppelt wurden, um einen Teil der neuen Stadtmauer zu bilden. Die Anlage wurde zumindest bis zum Ende des vierten Jahrhunderts weiter ausgebaut. Sie zählt zu den letzten großen Bauprojekten der Römer vor deren Rückzug aus Britannien im Jahr 410.
Der genaue Anlass für den Bau der Mauer ist nicht bekannt, dürfte jedoch im Zusammenhang mit dem Einfall von Pikten in den Norden Britanniens stehen, die in den 180er Jahren den Hadrianswall überrannt hatten. Manche Historiker verbinden den Bau jedoch mit einer politischen Krise, die in den 190er Jahren entstand, als zwei Männer – Septimius Severus und Clodius Albinus – beide Anspruch auf das Recht des Herrschers erhoben. Die Mauer könnte demnach auf Befehl von Albinus gebaut worden sein, der wegen des Machtkampfes mit seinem Rivalen den Schutz seiner Hauptstadt als Notwendigkeit angesehen haben könnte. Septimius besiegte seinen Rivalen im Jahr 197.
Neben dem Hadrianswall und dem Straßennetz war die Mauer eines der größten Bauprojekte während der Anwesenheit der Römer in Britannien. Die Mauer wurde weitgehend aus Steinen gemauert, die auf dem Wasserweg aus dem Gebiet des heutigen Maidstone nach Londinium gebracht wurden. Man hat berechnet, dass mehr als 1300 Schiffsfuhren notwendig waren, um etwa 85.000 Tonnen dieser Steine aus Kent heranzuschaffen. Die Länge der Mauer betrug etwas weniger als fünf Kilometer, sie schloss eine Fläche von 130 Hektar ein. Ihre Dicke betrug zwei bis drei Meter und die Höhe etwa sechs Meter. Auf der Außenseite verlief ein Graben, der zwei Meter tief und zwischen drei und fünf Meter breit war. Mindestens 22 Bastionen im Abstand von je rund 65 Metern befanden sich im östlichen Teil der Mauer. Im westlichen Teil der Mauer, so wie das gut erhaltene Beispiel beim Barbican Estate, neben der Kirche St Giles-without-Cripplegate, wurden die Bastionen erst im 13. Jahrhundert hinzugefügt.
Der Bau der Mauer und Septimius’ Feldzug zur Eroberung Schottlands zu Beginn des 3. Jahrhunderts bedeuteten für Londinium eine wirtschaftliche Belebung. In der zweiten Hälfte des 3. Jahrhunderts wurde Londinium mehrmals von Sachsen geplündert. Um 280 begann man deswegen mit dem Bau einer Stadtmauer an der Flussseite.

## Stadttore
Die Stadtmauer hatte eine Reihe von Stadttoren, die von innerhalb der Stadtmauern den Zugang zu den wichtigen Römerstraßen ermöglichten, die Londinium mit anderen Städten Britanniens verband. Von West nach Ost im Uhrzeigersinn folgten Ludgate, Newgate, Cripplegate, Bishopsgate und Aldgate. Aldersgate zwischen Newgate und Cripplegate wurde um 350 hinzugefügt und Moorgate zwischen Cripplegate und Bishopsgate entstand noch später, im Mittelalter. Somit hatte London später sieben Stadttore. Einige dieser Stadttore, die schon lange nicht mehr bestehen, sind heute noch durch die Benennung von Straßen oder Stadtvierteln gegenwärtig. Wegen des raschen Wachstums der Stadt wurde die Zahl der Stadttore im Mittelalter erhöht, um den zunehmenden Verkehr aufzunehmen. Auch die Mauern wurden verstärkt und teilweise darauf gebaut.
Die Grenzen der City of London hörten auf, mit der alten Stadtmauer übereinzustimmen, als die Stadt ihre Jurisdiktion im Mittelalter ausweitete, vor allem westwärts über den River Fleet hinaus – entlang der heutigen Fleet Street bis zum Temple Bar. Die City bezog auch die anderen Siedlungsgebiete bis zu den dortigen Schlagbäumen außerhalb der London Wall ein, etwa Holborn, Aldersgate, Bishopsgate und Aldgate. Diese Stadtteile wurden zu wichtigen Zufahrten in die City und ihre Kontrolle war notwendig, um die speziellen Vorrechte der Stadt über bestimmte Handelsgüter aufrechtzuerhalten.